# Gaspard Belin-Dollet
Pour les articles homonymes, voir Belin et Dollet.
Gaspard Belin-Dollet, né le 20 mai 1839 à Diou et mort le 25 septembre 1902 à Moulins, est un graveur à l'eau-forte français.

## Biographie
Gaspard Belin est le fils de Jean Baptiste Belin, négociant, et de Marie Julie Dollet.
Il expose ses gravures au Salon à partir de 1881.
Graveur à l'eau-forte, il est ami d'Henri Harpignies et de Jean-François Millet avec lesquels il travaille ainsi que Corot, Flameng, Lalanne, et d'autres. 
Il meurt célibataire à son domicile de Moulins à l'âge de 63 ans célibataire.

Œuvres de Gaspard Belin-Dollet d'après Jean-François Millet
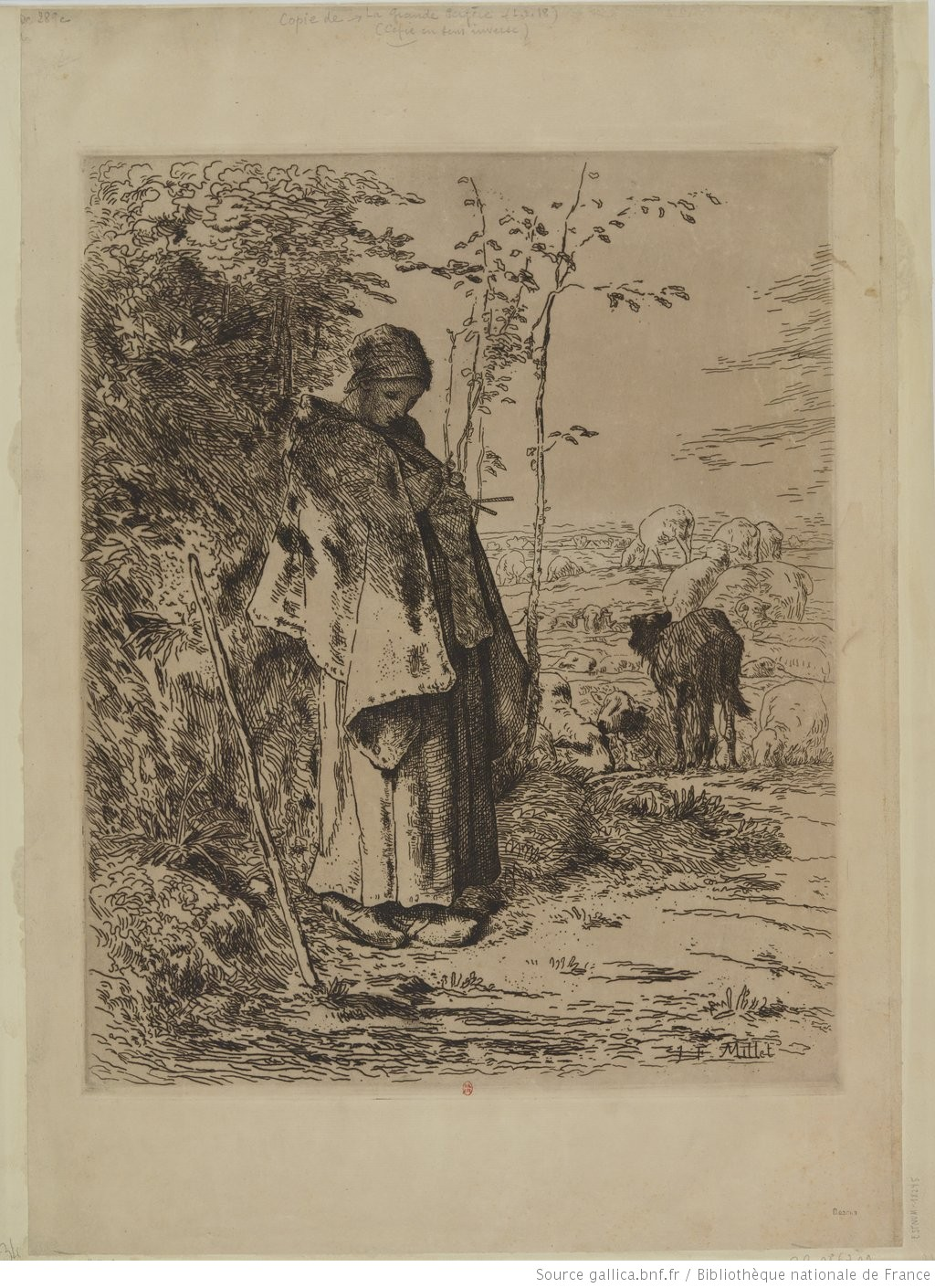
La Grande Bergère.
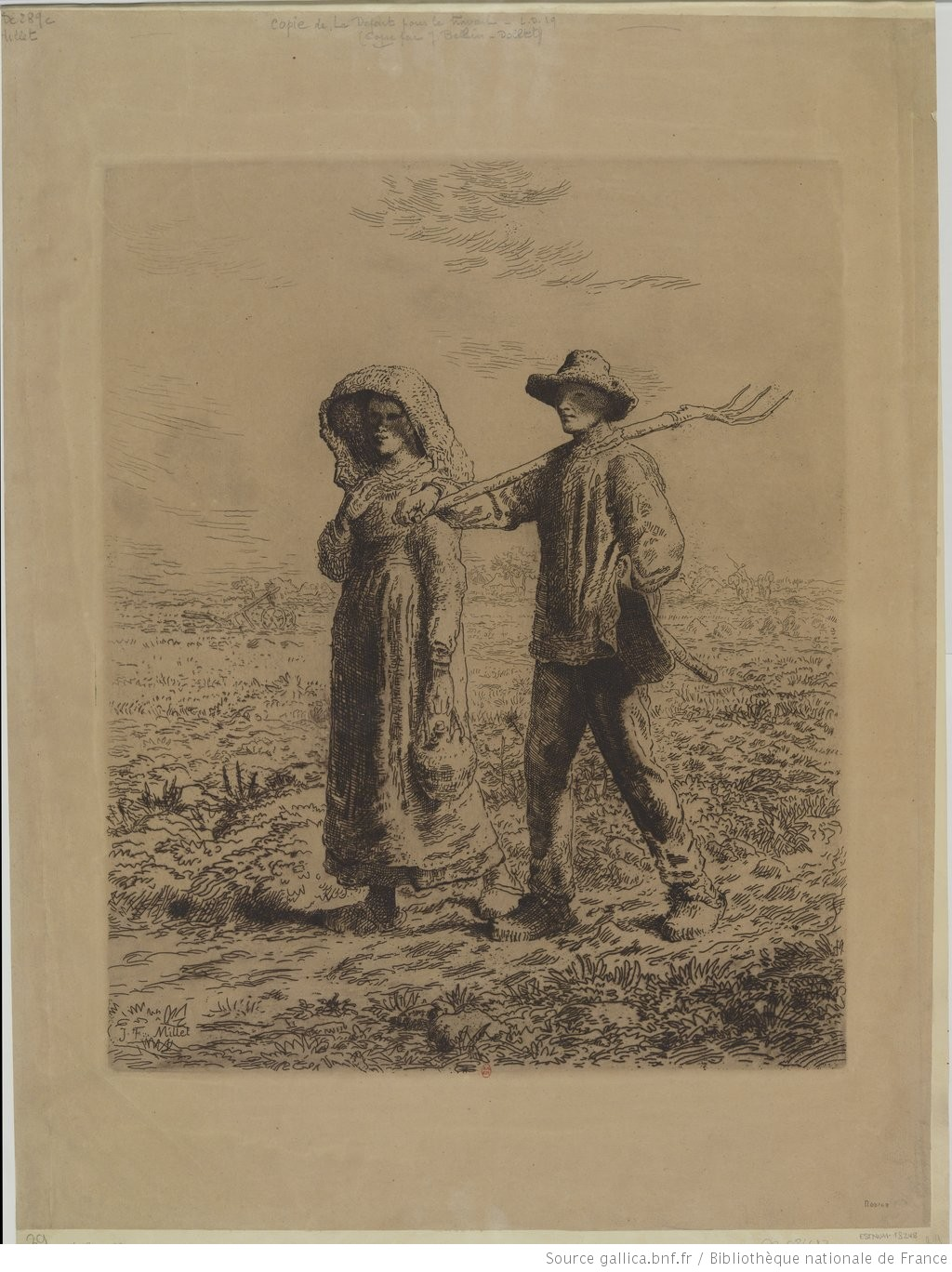
Le Départ pour le travail.

## Prix Belin-Dollet
M. Belin-Dollet, graveur, a légué en 1903 à la Société des Artistes français soixante-quinze obligations des Chemins de fer de l'Ouest ; le produit de ces obligations (environ mille francs) sera décerné annuellement au graveur qui aura envoyé au Salon la meilleure eau-forte originale, représentant un sujet tiré de l'Ancien ou de Nouveau Testament ; la planche ne devra pas dépasser quarante centimètres de longueur sur trente centimètres de largeur, mais elle pourra être inférieure à ces dimensions. Cette eau-forte n'aura pas de marge, c'est-à-dire que les travaux de pointe devront aller jusqu'aux bisaux du cuivre ; il n'y aura pas de remarque.

### Lauréats
Liste non exhaustive :
- 1904 : Marcel Eugène Louveau-Rouveyre
- 1905 : Louis Alexis Heller de Pardieu
- 1906 : Jean Paul Devaux
- 1907 : Gaston Bussière
- 1908 : Edmond E H Léon
- 1909 : Pierre Fritel
- 1910 : François Léon Duluard
- 1911 : André Maillart
- 1912 : Louis Willaume
- 1913 : Yvonne Bouisset-Mignon
- 1914 : Gabriel Antoine Barlangue
- 1915 à 1919 : -
- 1920 : Aquiles Léon Lacault, Pierre-Antoine Cluzeau, Jacques Padro-Bouisset, Omer Bouchery et Benjamin Damman[7]
- 1921 : Jean-Jules Dufour
- 1922 : Georges-Henri Manesse
- 1923 : Paul Marie Vigoureux
- 1924 : Lucie Garnot
- 1925 : Sylvère Seguin
- 1926 : Stanislas Charles Jouvenot
- 1927 :
- 1928 :
- 1929 : Henriette Flagel-Carrette
- 1930 : Jacques Schultz-Dal
- 1931 : Françoise Tonnelat
- 1932 : Maximilien Bertrand
- 1933 : Renée Martin
- 1934 : Jeanne M Seigeot
- 1935 : René Lorrain
- 1936 : Suzanne Rafine
- 1937 : Renée Dubois
- 1938 :
- 1939 : Robert Savary
- 1943 : Jean Brossault